# Fly Me to the Moon (álbum)
| Críticas profissionais | Críticas profissionais |
| Avaliações da crítica  | Avaliações da crítica  |
| Fonte                  | Avaliação              |
| ---------------------- | ---------------------- |
| Allmusic               | [ 1 ]                  |

Fly Me to the Moon é um álbum do compositor, cantor e pianista norte-americano Michael Feinstein, lançado em 2010 pela DuckHole Records. O álbum alcançou a posição 39 na Billboard Jazz Albums.

## Faixas
| N.º            | Título                         | Compositor(es)                                  | Duração  |  |
| 1.             | "So in Love"                   | Cole Porter                                     | 4:38     |  |
| 2.             | "Meditation"                   | Norman Gimbel / Tom Jobim / Newton Mendonça     | 5:46     |  |
| 3.             | "Fly Me to the Moon"           | Bart Howard                                     | 4:42     |  |
| 4.             | "I Wish I Knew"                | Mack Gordon / Harry Warren                      | 3:43     |  |
| 5.             | "Blame My Absent Minded Heart" | Sammy Cahn / Jule Styne                         | 4:24     |  |
| 6.             | "A Mist Is Over the Moon"      | Oscar Hammerstein II / Ben Oakland              | 4:38     |  |
| 7.             | "Serenata"                     | Leroy Anderson / Mitchell Parish                | 2:35     |  |
| 8.             | "Why Shouldn't"                | Cole Porter                                     | 5:24     |  |
| 9.             | "One Love in My Life"          | Murray Grand / Harry Warren                     | 4:17     |  |
| 10.            | "This Time the Dream's on Me"  | Harold Arlen / Johnny Mercer                    | 3:11     |  |
| 11.            | "A Man and His Dream"          | Johnny Burke / James V. Monaco                  | 5:00     |  |
| 12.            | "While My Lady Sleeps"         | Gus Kahn / Bronisław Kaper                      | 4:02     |  |
| 13.            | "Lonely Town"                  | Leonard Bernstein / Betty Comden / Adolph Green | 3:48     |  |
| 14.            | "It Could Happen to You"       | Johnny Burke / James Van Heusen                 | 4:43     |  |
| Duração total: | Duração total:                 | Duração total:                                  | 01:00:51 |  |